# Колобанов Зиновій Григорович
Зиновій Григорович Колобанов (25 грудня 1910 с. Арефіно, Володимирська губернія — 8 серпня 1994, Мінськ) — радянський танкіст під час Другої світової війни, старший лейтенант, командир роти важких танків, а в післявоєнний час — підполковник запасу.
20 серпня 1941 (за документами і публікаціями того часу; через помилку післявоєнного часу 19 серпня 1941) під час Кінгісепсько-Лужскої оборонної операції екіпаж його танка КВ-1 в районі стратегічного транспортного вузла (Войсковиці — Красногвардійськ) (тепер Гатчина) знищив з засади 22 танка в колоні; всього же в півроті Колобанова, в якій було 5 танків КВ-1, разом з курсантами місцевого училища, в той день в цьому районі було знищено 43 німецької бронетехніки з 1-ї, 6-ї, 8-ї танкових дивізій.